# Thomas Kuc
Thomas Nicholas Kuc, né le 10 octobre 2002 à São Paulo au Brésil, est un acteur brésilien.

## Biographie
Thomas Kuc est né à São Paulo, au Brésil, fils de parents d'origine polonaise. Lui et sa famille ont déménagé en Californie, aux États-Unis, quand Thomas était encore un enfant. Il est polyglotte, capable de parler couramment le portugais, l'anglais, le polonais, le mandarin et l'espagnol.

### Vie privée
Il est le frère de l'athlète polonaise Alma Kuc.

## Filmographie
Sauf indication contraire, les informations mentionnées dans cette section peuvent être confirmées par la base de données cinématographiques IMDb,  présente dans la section « Liens externes ».
Cinéma
- 2015 : The Diabolical : Danny

Télévision
- 2015 : Game Shakers : Hudson Gimble (63 épisodes)
- 2015 : Nickelodeon's Ho Ho Holiday Special : Nigel
- 2017 : Henry Danger : Hudson Gimble (1 épisode)